# Condado de Whatcom
El condado de Whatcom (en inglés: Whatcom County), fundado en 1854, es uno de 39 condados del estado estadounidense de Washington. En el año 2009, el condado tenía una población de 200 434 habitantes y una densidad poblacional de 30 personas por km². La sede del condado es Bellingham.

## Geografía
Según la Oficina del Censo, el condado tiene un área total de 6485 km² (2503,9 mi²), de la cual 5491 km² (2120,1 mi²) es tierra y 995 km² (384,2 mi²) (15,34%) es agua.

### Condados adyacentes
- Condado de Okanogan (este)
- Condado de Skagit (sur)
- Condado de San Juan (suroeste)
- Distrito Regional del Gran Vancouver, Columbia Británica, Canadá (norte)
- Distrito Regional Fraser Valley, Columbia Británica, Canadá (norte)

### Áreas protegidas
- Área de Recreación Nacional Monte Baker
- Bosque Nacional Monte Baker-Snoqualmie
- Parque Nacional North Cascades
- Área de Recreación Nacional Lago Ross

## Demografía
Según el censo de 2000, había 166 814 personas, 64 446 hogares y 41 116 familias residiendo en la localidad. La densidad de población era de 30 hab./km². Había 73 893 viviendas con una densidad media de 13 viviendas/km². El 85,66% de los habitantes eran blancos, el 88,41% afroamericanos, el 2,82% amerindios, el 2,78% asiáticos, el 0,14% isleños del Pacífico, el 2,49% de otras razas y el 2,66% pertenecía a dos o más razas. El 5,21% de la población eran hispanos o latinos de cualquier raza.
Los ingresos medios por hogar en la localidad eran de USD 40 005, y los ingresos medios por familia eran USD 49 325. Los hombres tenían unos ingresos medios de USD 37 589 frente a los USD 26 193 para las mujeres. La renta per cápita para el condado era de USD 20 025. Alrededor del 14,20% de la población estaban por debajo del umbral de pobreza.

## Localidades
- Bellingham
- Lynden
- Ferndale
- Blaine
- Everson
- Sumas
- Nooksack

### Lugares designados por el censo
- Acme
- Birch Bay
- Custer
- Deming
- Geneva
- Glacier
- Kendall
- Maple Falls
- Marietta-Alderwood
- Peaceful Valley
- Sudden Valley

### Otras comunidades
- Bakerview
- Blue Canyon
- Chuckanut
- Clearbrook
- Clipper
- Glenhaven
- Laurel
- Newhalem
- Pleasant Valley
- Point Roberts
- Saxon
- Snug Harbor
- Strandell
- Van Buren
- Welcome
- Wickersham

### Antiguas comunidades
- Fairhaven (antigua ciudad, ahora parte de Bellingham)
- Goshen (pueblo fantasma)